# Сабаевский сельсовет
Сабаевский сельсовет — муниципальное образование в Буздякском районе Башкортостана.

## История
Согласно «Закону о границах, статусе и административных центрах муниципальных образований в Республике Башкортостан» имеет статус сельского поселения.

## Население
| 2002  | 2009  | 2010  | 2012  | 2013  | 2014  | 2015  |
| ----- | ----- | ----- | ----- | ----- | ----- | ----- |
| 1474  | ↘1463 | ↘1390 | ↘1344 | ↘1319 | ↘1278 | ↘1238 |
| 2016  | 2017  |       |       |       |       |       |
| ↘1199 | ↘1186 |       |       |       |       |       |

## Состав сельского поселения
| № | Населённый пункт | Тип населённого пункта       | Население |
| - | ---------------- | ---------------------------- | --------- |
| 1 | Сабаево          | село, административный центр | ↘732      |
| 2 | Тугаево          | село                         | ↘300      |
| 3 | Идяшбаш          | деревня                      | ↘154      |
| 4 | Старый Шигай     | село                         | ↘153      |
| 5 | Хазиман          | деревня                      | →45       |
| 6 | Новый Шигай      | деревня                      | ↗6        |